# 北關 (宜蘭縣)
24°54′52″N 121°52′45″E / 24.914551°N 121.879147°E

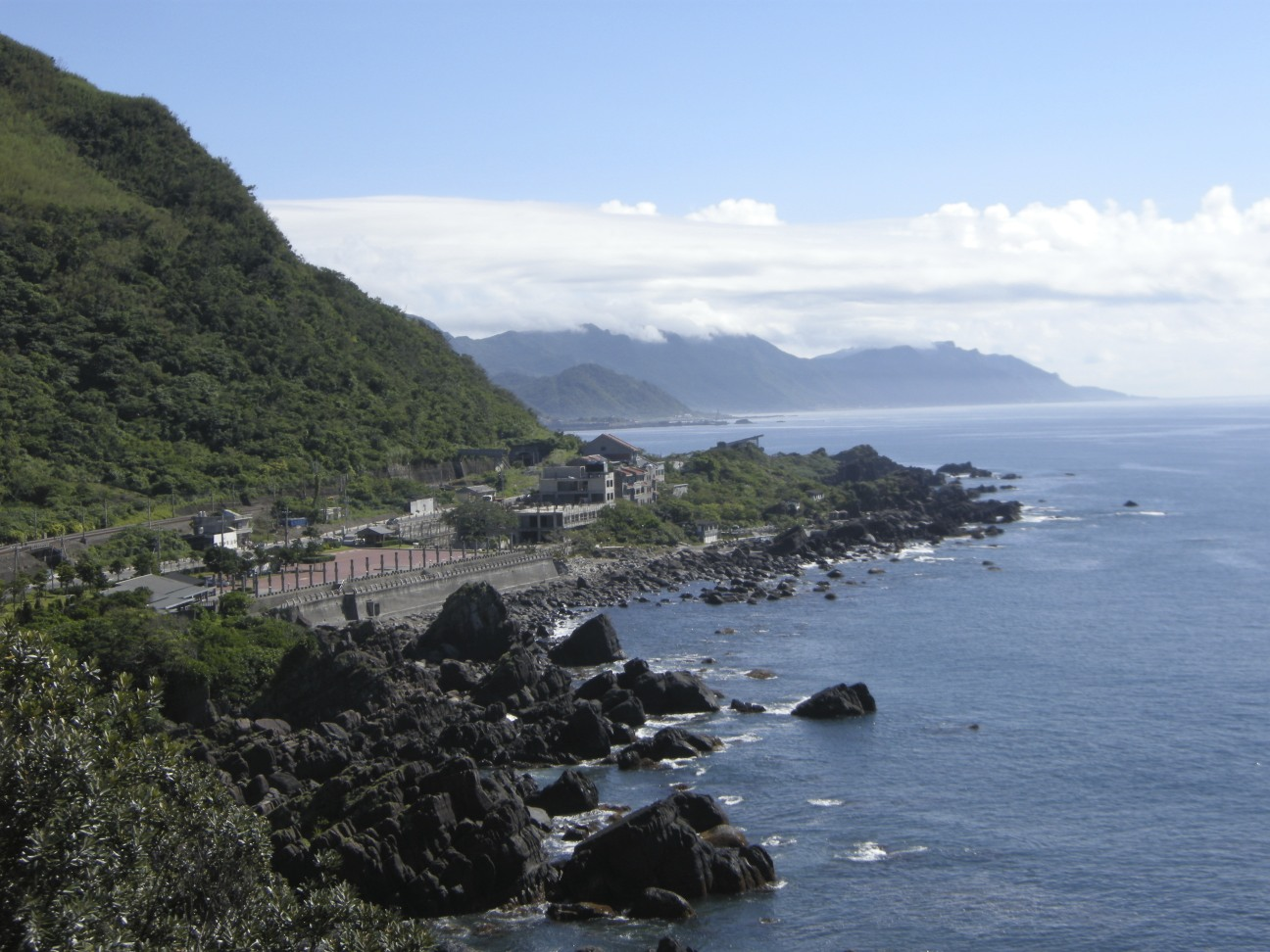
北關海潮公園

北關，臺灣地名，位於宜蘭縣頭城鎮更新里，為東北角暨宜蘭海岸國家風景區的旅遊景點之一。根據內政部發行的地圖，將北關及海潮公園皆繪至於合興里境內。沿臺2線濱海公路駛至129.9K即抵達北關。在公路西側有宜蘭線鐵路經過，緊鄰山勢而行，另一側則濱臨太平洋的海岸，兩側夾峙如隘，古時便素有「蘭陽之鎖」形容對宜蘭地區的重要性。清代曾設有關隘駐防，因與南關同為門戶而得名「北關」。北關以單面山、豆腐岩等景著稱，其驚濤拍岸，顯海濤洶湧，素有「北關海潮」名列蘭陽八景之一。當地設有北關海潮公園，園內巨石嶙峋，囊括北關大部分的自然景觀，故規模甚大。於園內的觀海亭上可飽覽龜山島、外澳及北關一帶的海上景致，如龜山朝日、龜山戴帽等景。

## 歷史
清嘉慶年間，為防止盜匪侵犯，見地勢險要，通判高大鏞上書奏請清廷，於此設置關隘，駐兵屯營。根據夏獻綸著《臺灣輿圖》，在〈宜蘭縣輿圖說略〉有記載：「海濱大石嶙峋，中設一關，曰北關；設於蘇澳者，曰南關：屹立兩稱門戶。」由此可知，「北關」之名的來由。當時高大鏞在北關築有城垛、坎馬道、石級和營房，一應俱備。根據《MIT台灣誌》實地探訪北關，介紹過去的文獻中有記載：「北關在廳北四十里，高山峻嶺，至海濱不過二百步，大石嶙列，北通三貂，南通烏石，為蘭地咽喉要道。」由此說明了北關的地勢一面近鄰山邊，另一面濱臨海岸，成為來往的交通要道，居戰略要衝，扼守蘭陽門戶。日治時期，因宜蘭線鐵路的興建，故將關隘拆除。另一說是道路的闢建而拆除。如今關隘已不復見，其遺跡則無處可尋覓。
1978年，為興建頭城分駐所，在武營里挖掘出兩座古砲，砲長1.8公尺、直徑0.2公尺，砲身可見「嘉慶22年冬月」凸鑄字體，出土後便遷往北關存放。2006年3月被媒體指出，東北角風景區管理處發現在礁岩區有人焚燒金紙，而且還有遊客在北關海潮公園烤肉，此舉破壞景觀及污染環境，觸犯《發展觀光條例》第64條罰則。2013年11月，一家標榜海洋溫泉的酒店選在鄰近北關海潮公園的建地開發，此舉引來宜蘭縣環境保護聯盟的反彈，認為在礁岩上直接闢出一座游泳池，周邊的小木屋也都蓋在礁岩上，如此將公有財的海岸被圍起來開發是在破壞環境，但這家酒店早已在2012年7月取得政府核發的旅館業登記證，業者認為一切合法，沒有破壞之虞。

## 地理
根據《噶瑪蘭廳志》在〈雜識〉有記載：「蘭城鎖鑰扼山腰，雪浪飛騰響怒潮。」是古時視北關為蘭陽之鎖，形容海潮洶湧之險，澎湃壯闊之景，驚濤拍岸之勢，故自清代就以北關的怒濤湧潮著稱，被烏竹芳列為蘭陽八景之一，自始便有「北關海潮」之名。
北關與龜山島僅一水之隔，在觀海亭可飽覽北關及外澳等地的海上景致，並可遠觀龜山島全貌。每當漲潮時，可感受到古時形容北關海潮的景象；每當日出時，可窺得龜山朝日的景象，在冬夏兩季會有日出變化，夏時旭出龜首，冬時旭出龜尾，若逢天氣陰霾有霧氣，旭光會撒落整片太平洋的海浪上，日出景象便宛如日落，乍看會誤以為身置臺灣西部。此外，也因龜山島孤立於海面上，地形佇立海拔401公尺高，可攔截空中的水氣雲霧，故龜山戴帽在北關及外澳一帶皆能見得，此景出現即表示壞天氣將要到來。
北關的地質屬乾溝層，其出露的地層當中以泥質砂岩的厚度達5公尺，整個區域的地層岩性仍主要是由硬頁岩夾泥質細砂岩或粉砂岩所組成，為大陸棚至大陸斜坡之沈積環境。其中，乾溝層上部與大桶山層整合接觸之邊界不明顯，難以判定。東北角的海岸景觀以海蝕地形發展，其地形一直往南延伸，大致約在北關則終止。
由於北關海岸屬沈積岩，其地層受到應力作用，故呈現出西北傾斜30°至40°走向。濱臨海岸的海蝕平台受到海潮濤浪的拍打侵蝕，並因風化作用的助長，長久之下，使地層下部的頁岩遠比上部的砂岩更快往內陸退縮，如此差異侵蝕，最終因重力作用而使上部的砂岩崩落，呈現了臨海面近乎垂直的崩崖，背海面則為平緩的傾斜面接壤內陸，兩面景觀差異構成單面山地形。其中，單面山在背海面的砂岩，其地表受風化作用沿節理發展，呈近乎90°相交切割，塊狀景觀有如豆腐，使北關的景點素以單面山及豆腐岩著稱。此外，這裡的海蝕地形仍持續發展中，整條海岸線因受到不同程度的侵蝕，可見到不一樣景觀，有隆起海蝕凹壁、海蝕洞、海蝕門等地形發育。
當地有設置北關海潮公園及規劃停車場，提供遊客前往觀賞海潮及岩石景觀。北關海潮公園即北關公園，又稱為蘭城公園，是北關一座海濱公園，園內設有步道、觀海亭及兩座清嘉慶年間鑄造的古砲，並且園區囊括北關大部分的自然景觀，沿臺2線濱海公路可直達。

## 解
1. ↑  《蘋果日報》在〈北關小檔案〉報導，其刊載：「位在宜蘭縣頭城鎮更新里，大溪漁港與更新里之間，台2線上135.5公里處。 [4]」
2. ↑  關於北關的設置時間，根據宜蘭縣政府文化局所架設《走讀宜蘭》網站介紹：「北關於1819年由通判高大鏞所建。[8]」除此之外，在本條目陳列的來源皆以「清嘉慶年間」略述帶過，不見有其記載指出確切的設置時間。
3. ↑  《發展觀光條例》第64條規定，於風景特定區或觀光地區內有任意拋棄、焚燒垃圾或廢棄物，由其目的事業主管機關處新臺幣五千元以上十萬元以下罰鍰[10]。如果是經管理機關公告禁止破壞生態、污染環境及危害安全之行為，最高可處新臺幣一百萬元罰鍰[10]。
4. ↑  《旅館業管理規則》第4條規定，經營旅館業者，除依法辦妥公司或商業登記外，並應向地方主管機關申請登記，領取登記證後，始得營業[12]。

## 延伸閱讀
- 賴晏儀. . . 正中書局. 2006年: 188頁-189頁. ISBN 957-09-1711-3 （中文（臺灣））.

## 外部連結
- 北關海潮公園  交通部觀光局（页面存档备份，存于）
- 北關海潮公園 東北角暨宜蘭海岸國家風景區（页面存档备份，存于）